# فرانك دارسي
فرانك دارسي (بالإنجليزية: Frank D'Arcy)‏ (8 ديسمبر 1946 في المملكة المتحدة - 15 يونيو 2024) هو لاعب كرة قدم بريطاني في مركز الظهير. لعب مع نادي إيفرتون ونادي ترانمير روفرز لكرة القدم ونوزلي يونايتد ‏.

## وصلات خارجية
- فرانك دارسي على موقع قاعدة بيانات كرة القدم.إي يو (الإنجليزية)